# Prix de la structure en béton de l'année
Le prix de la structure en béton de l'année (finnois : Vuoden betonirakenne) est un prix décerné en Finlande pour récompenser une structure en béton majeure. Le prix est attribué depuis 1970 par l'association de l'industrie du béton (finnois : Betoniteollisuus ry).

## Lauréats 1970–1989
| Année | Lieu             | Nom                                                                                | Lauréats                                                             | Photo | Réf.  |
| ----- | ---------------- | ---------------------------------------------------------------------------------- | -------------------------------------------------------------------- | ----- | ----- |
| 1970  | Tampere          | Näsinneula                                                                         | Pekka Ilveskoski                                                     |       | [ 1 ] |
| 1971  | Lahti            | Tremplins du Salpausselkä                                                          | Sulo Järvinen Erik Liljeblad                                         |       | [ 1 ] |
| 1972  | Nurmijärvi       | Château d'eau de Nurmijärvi                                                        | Michele Merckling Matti, Henri, Petri Janhunen Matti Ollila          |       | ,     |
| 1973  | Helsinki         | Merihaka                                                                           | Peter Biber Arvi Ilonen Sulo Savolainen                              |       | [ 1 ] |
| 1974  | Oulu             | Linnanmaa                                                                          | Kari Virta                                                           |       | [ 1 ] |
| 1975  | Porvoo           | Pont de Porvoonjoki                                                                | Eero Paloheimo Matti Ollila                                          |       | [ 1 ] |
| 1976  |                  | Elément de systèmes de pont de la Direction des travaux routiers et du génie civil | Direction des travaux routiers et du génie civil Sormunen & Uuttu Ky |       | [ 1 ] |
| 1977  | Lahti            | Tribune du stade de Lahti                                                          | Konsulttikeskus Oy Arkkitehtitoimisto KSS Oy                         |       | [ 1 ] |
| 1978  | Helsinki         | Centre postal de Pasila                                                            | Lindqvist, Löfström, Uosukainen                                      |       | [ 1 ] |
| 1979  | Tampere          | Asunto Oy Lintuniitty                                                              | Mattinen - Niemelä Oy                                                |       | [ 1 ] |
| 1980  | Finström Saltvik | Pont de Färjsundet                                                                 | Y-Suunnittelu                                                        |       | [ 1 ] |
| 1981  | Kajaani          | Tribune principale du centre sportif de Kajaani                                    | Maa ja Vesi Oy Bureau technique de la ville de Kajaani               |       | [ 1 ] |
| 1982  | Lahti            | Théâtre municipal, Lahti                                                           | Pekka Salminen                                                       |       | [ 1 ] |
| 1983  | Bagdad, Irak     | Palais des congrès, Bagdad                                                         | Heikki Siren Kaija Siren                                             |       | [ 1 ] |
| 1984  | Moscou, Russie   | Extension de la Galerie Tretiakov                                                  | Jaakko Salonen Eva-Karin Wilkko-Antell                               |       | [ 1 ] |
| 1985  | Tampere          | Metso                                                                              | Raili Pietilä Reima Pietilä                                          |       | [ 1 ] |
| 1986  | Helsinki         | Immeuble d'Otavamedia                                                              | Ilmo Valjakka                                                        |       | [ 1 ] |
| 1987  | Helsinki         | Quartier expérimental, Länsi-Pasila                                                | Jan Söderlund                                                        |       | [ 1 ] |
| 1988  | Tikkurila Vantaa | Centre scientifique Heureka                                                        | Mikko Heikkinen Markku Komonen                                       |       | [ 1 ] |
| 1989  | Pieksämäki       | Centre culturel Poleeni                                                            | Kristian Gullichsen Erkki Kairamo Timo Vormala                       |       | [ 1 ] |

## Lauréats 1990–2009
| 1989 | Espoo                                              | Asunto Oy Westendinporti                                  | Jaakko Laapotti |  | [ 1 ] |
| 1990 | Lahti                                              | Archives de la Bibliothèque municipale, Lahti             | Arto Sipinen Ky |  | [ 1 ] |
| 1990 | Vantaa                                             | Aire de stationnement de l'Aéroport d'Helsinki-Vantaa     | Pekka Salminen |  | [ 1 ] |
| 1991 | Hausjärvi                                          | Centre de santé et maison de retraite, Hausjärvi          | Cabinet 8 Studio Oy |  | ,     |
| 1992 | Joensuu                                            | Bibliothèque principale, Joensuu                          | Tuomo Siitonen Tuomas Wichman |  | [ 1 ] |
| 1992 | Rovaniemi                                          | Arktikum                                                  | Claus Bonderup Jan Lehtipalo |  | [ 1 ] |
| 1993 | Helsinki                                           | Opéra national de Finlande                                | Hyvämäki-Karhunen-Parkkinen YIT Direction des bâtiments de Finlande                                                                                            |  | [ 1 ] |
| 1993 | Keilaniemi Espoo                                   | Système structurel Neste Oy Keilaniemi II                 | Matti Ollila |  | [ 1 ] |
| 1994 | Vantaa                                             | Aire de stationnement de l'Aéroport d'Helsinki-Vantaa     | Pekka Salminen Oy Finavia |  | [ 1 ] |
| 1994 | Tapiola                                            | Façades de Tekniska Läroverket                            | Stefan Ahlman Ky |  | [ 1 ] |
| 1994 | Tampere                                            | Chaussée en béton sur le contournement est de Tampere     | Lohja Rudus Oy Ab |  | [ 1 ] |
| 1995 | Helsinki                                           | Asunto Oy Laivapoika                                      | Mikko Helin Tuomo Siitonen |  | [ 1 ] |
| 1996 | Helsinki                                           | Asunto Oy Myllytien Olympos                               | Kristian Gullichsen Parnassia Oy |  | [ 1 ] |
| 1996 | Lohja                                              | Papeterie de Kirkniemi                                    | Metsä-Serla Oy |  | [ 1 ] |
| 1997 | Helsinki                                           | Kiasma                                                    | Steven Holl Juhani Pallasmaa |  | [ 1 ] |
| 1997 | Mustasaari                                         | Pont de Replot                                            | |  | [ 1 ] |
| 1998 | Helsinki                                           | Rénovation du Tennispalatsi                               | Nurmela - Raimoranta - Tasa Oy SuunnitteluKortes Oy Suomen IP-Tekniikka Oy Bureaux municipal immobilier de la ville de Helsinki                                |  | [ 1 ] |
| 1998 | Oulu                                               | Façades de Lipporanta d'Asunto Oy                         | Huttu-Hiltunen Oy. |  | [ 1 ] |
| 1999 | Raisio                                             | Bibliothèque principale de Raisio                         | Artto Palo Rossi Tikka Oy Turun Juva Oy Hartela ville de Raisio                                                                                                |  | [ 1 ] |
| 2000 | Helsinki                                           | Biomedicum                                                | Gullichsen Vormala Arkkitehdit Ky Magnus Malmberg Oy SRV Viitoset Oy HUS-Kiinteisöt Oy                                                                         |  | [ 1 ] |
| 2001 | Neubrandenburg                                     | Salle de concert de l'église Sainte-Marie                 | Pekka Salminen Insinööritoimisto Oy Matti Ollila Bauleitung + Projektsteuerung Thoma + Noack Bilfinger + Berger Bauaktiengesellschaft ville de Neubrandenburg. |  | ,     |
| 2001 | Dresde, Allemagne                                  | Institut Max-Planck                                       | Heikkinen–Komonen Architects HENN Architekten Ingenieure Günther Scholz Wolff & Müller GmbH & Co. KG Radeburger Fensterbau GmbH Société Max-Planck             |  | ,     |
| 2002 | Helsinki                                           | Bureaux de Stakes et bureaux des Propriétés du Sénat      | Heikkinen–Komonen Architects Mikko Vahanen Oy SCC-Viatek Oy SRV Viitoset Oy Proppa Oy Propriétés du Sénat                                                      |  |       |
| 2003 | Lleida Espagne                                     | Bibliothèque et centre culturel de l'Université de Lérida | Gullichsen Vormala Arkkitehdit Ky Matti Ollila Matti Kannisto                                                                                                  |  | ,     |
| 2004 | Helsinki                                           | Palais de justice d'Helsinki                              | Tuomo Siitonen Magnus Malmberg Oy YIT Kapiteeli |  | [ 1 ] |
| 2004 | Nurmijärvi                                         | Église de Klaukkala                                       | Lassila Hirvilammi Arkkitehdit Oy Pöysälä & Sandberg Oy Lemminkäinen                                                                                           |  | [ 1 ] |
| 2004 | Porvoo                                             | Pont d'Aleksanterinkatu                                   | Mikko Kaira Oy Suomalainen Insinööritoimisto Oy ville de Porvoo                                                                                                |  | [ 1 ] |
| 2005 | Helsinki                                           | Terminaux de transports en commun du centre de Kamppi     | Davidson Oy Aaro Kohonen Oy SRV Viitoset Oy ville d'Helsinki                                                                                                   |  | [ 1 ] |
| 2006 | Kerava Järvenpää Mäntsälä Orimattila Hollola Lahti | Voie ferrée Kerava–Lahti                                  | Ratahallintokeskus Lemcon VR-Rata Oy |  | [ 1 ] |
| 2006 | Espoo                                              | Immeuble WeeGee                                           | Airas Arkkitehdit Ky Henna Helander Demaco Oy ville d'Espoo |  | [ 1 ] |
| 2006 | Helsinki                                           | Triadi d'Asunto Oy                                        | Risto Huttunen Suvi Huttunen |  | [ 1 ] |
| 2007 | Turku                                              | Bibliothèque principale de Turku                          | JKMM Architectes Narmaplan Oy NCC AB ville de Turku |  | ,     |
| 2008 | Helsinki                                           | Mur antibruit du port de Vuosaari                         | Artto Palo Rossi Tikka Oy FCG Planeko Oy Terramare Oy ville d'Helsinki                                                                                         |  | ,     |
| 2009 | Hämeenlinna                                        | Archives nationales de Hämeenlinna                        | Heikkinen–Komonen Architects Contria Oy Aimo Katajamäki Aimonomia Oy Parma Oy Peab Propriétés du Sénat                                                         |  | ,     |

## Lauréats 2010–2019
| 2010 | Vantaa    | Chapelle Saint-Laurent                     | Ville Hara et Anu Puustinen R. J. Heiskanen Oy Rakennuspartio Oy Pertti Kukkonen Paroisses de Vantaa |  | ,      |
| 2011 | Helsinki  | As Oy Flooranaukio et Kiint Oy Lontoonkuja | Mikko Heikkinen Markku Komonen Kai van der Puij Finnmap Consulting Oy Mikael Sundman Parma Oy ville d’Helsinki. |  | ,      |
| 2012 | Seinäjoki | Bibliothèque Apila                         | JKMM Architectes Ramboll Finland Timo Nyyssölä Oy ville de Seinäjoki |  | [ 15 ] |
| 2013 | Turku     | Pont de la bibliothèque                    | Teo Tammivuori Hanna Hyvönen Pontek Seppo Rantala Oy Iina Paasikivi ville de Turku |  | [ 16 ] |
| 2014 | Helsinki  | Heka Länsisatamankatu 23                   | Huttunen–Lipasti–Pakkanen Oy Jonecon Oy, NCC Rakennus Oy Ämmän Betoni Oy Rieder Smart Elements GmbH Seroc Oy ATT |  | ,      |
| 2015 | Kangasala | Kangasala-talo                             | Mikko Heikkinen & Markku Komonen A-insinöörit Suunnittelu Oy Betset Oy Betonipallas Oy Torikeskus Oy |  | ,      |
| 2016 | Helsinki  | Viuhka, Asunto Oy                          | Arkkitehtitoimisto Konkret Oy Sweco Rakennetekniikka Oy Fira Oy Parma Oy Betonimestarit Oy VVO-Yhtymä Oyj |  | ,      |
| 2017 | Helsinki  | Station de montage de Kruunuvuorenranta    | B&M Oy FCG Suunnittelu ja tekniikka Oy Rakennuspartio Oy Topi Äikäs Betoniviidakko Oy Parma Oy Betonipallas Oy Jätteen Putkikeräys Oy JLL Finland Oy                                                                                               |  | [ 24 ] |
| 2018 | Helsinki  | Amos Rex                                   | Föreningen Konstsamfundet Fastighets Ab Glaspalatset i Helsingfors Amos Rex Haahtela-rakennuttaminen Oy JKMM Arkkitehdit Oy Sipti Oy Sweco Rakennetekniikka Oy Ramboll Finland Haahtela Oy Rakennusbetoni Elementti Oy Viher-Pirkka Oy Bermanto Oy |  | [ 25 ] |
| 2019 | Isokyrö   | Nouvel entrepot de la distillerie de Kyrö  | Ville Hara et Anu Puustinen Oy Tara-Element Ab Finn-Form Oy |  | [ 26 ] |